# Allium fedtschenkoi
Allium fedtschenkoi — вид рослин з родини амарилісових (Amaryllidaceae); поширений у зх. Ірані й пн. Іраку.

## Поширення
Поширений у західному Ірані й північному Іраку.